# روبرت براي
روبرت براي (بالإنجليزية: Robert Bray)‏ (و. 1917 – 1983 م) هو ممثل، وممثل تلفزيوني من الولايات المتحدة الأمريكية ولد في كاليسبيل، مونتانا.

## روابط خارجية
- روبرت براي على موقع IMDb (الإنجليزية)
- روبرت براي على موقع أول موفي (الإنجليزية)
- روبرت براي على موقع قاعدة بيانات الأفلام السويدية (السويدية)
- روبرت براي على موقع إن إن دي بي (الإنجليزية)
- روبرت براي على موقع قاعدة بيانات الفيلم (الإنجليزية)